# Mauricio Medina
Mauricio Alejandro Medina Zamorano, conocido por su nombre artístico «El Indio» (Viña del Mar; 16 de septiembre de 1966) es un comediante chileno que se hizo conocido en el medio chileno por su participación en el dúo humorístico Dinamita Show, junto a Paul Vásquez.

## Carrera
En la década de 1980 junto con Paul Vásquez crearon el dúo Dinamita Show e iniciaron sus rutinas de humor negro, humor picaresco y de doble sentido en la calle. 
Junto con Paul crearon una serie de películas estrenadas directamente en VHS a los que nombraron Cementerio Pal Pito y debido a su éxito llegaron en 1996 al Festival de la Canción de Viña del Mar en donde alcanzaron su consagración, y rompieron un rating de 42 puntos, logrando un récord de sintonía jamás visto en la historia del festival. Luego trabajaron como humoristas en Mega y TVN y continuaron publicando videos como Matriz Recagado (parodia de The Matrix Reloaded).

### Separación
Tras correrse el rumor de que su compañero de rutinas Paul usaba drogas, el dúo no vio en buen venir esto, por este motivo en 1998 se separaron, y un año después se reconcilian y vuelven a conformar el dúo.
Hasta que en 2003 Paul nuevamente cae en las drogas y en el alcohol, es despedido del canal Mega (donde trabajaban en conjunto con el dúo Millenium Show), y Dinamita Show se separa nuevamente.
Debido a la separación, Mauricio cayó en una profunda depresión, pero luego volvió a realizar rutinas callejeras con el hermano de Paul, Luis Vásquez, con Cristian Pacheco, con Julio Monsalve (el Peñe Teñe, de Millenium Show), y otros dos nuevos integrantes, Gabriel Artigas y Hugo Silva que debutaron en el Festival del huaso de Olmué bajo el nombre de Los Locos del Humor, y juntos realizaron giras por todo Chile realizando humor callejero para todo público.

### Regreso
Después de cinco años de absoluta enemistad, Mauricio y Paul Vásquez se reconcilian nuevamente, tanto en lo artístico como en lo personal.
En noviembre de 2008 Paul se reconcilia con Mauricio después de cinco años sin hablarse y el dúo Dinamita Show fue confirmado para presentarse en la edición 50 del Festival de la Canción de Viña del Mar, en el cual el dúo ganó todos los premios: como antorcha de plata, antorcha de oro y gaviota de plata. Después de esto dieron a conocer que iban a internacionalizar su carrera. Con Dinamita Show, Medina se presentaría dos veces más en Viña del Mar, en las ediciones de 2012 (donde ganaron las dos antorchas y dos gaviotas) y de 2015. Su presentación en el festival de 2015 fue anunciada como la última; si bien se llevaron la gaviota de plata y de oro, la performance tuvo menor éxito.
En marzo de 2016, Paul Vásquez confirmó una nueva separación, esta vez definitiva, de Dinamita Show y que ambos continuarían sus carreras humorísticas por separado. Así, Mauricio Medina continuó su carrera por separado; fue invitado algunos programas de televisión. A comienzos de 2020 presenta su rutina en el festival de Viva Dichato y luego con el comienzo de la pandemia de COVID-19, Mauricio, idea la manera de hacer reír a Chile creando "La Maratón del Humor" que junta unos pocos comediantes consagrados y emergentes de todos los ámbitos (stand up, humor callejero, entre otros).
En noviembre de 2022 anunció su retiro como comediante por problemas de salud derivados de la diabetes, junto con irse a vivir fuera de Chile. En la ocasión negó rotundamente querer volver a trabajar con Paul Vásquez.

## Vida personal
Tiene 11 hijos, uno de ellos con su mismo nombre. 
Estuvo aquejado de diabetes, se le hicieron dos cirugías donde le amputaron un pie.

## Premios
Como parte de Dinamita Show
- 1996: XXXVII Festival Internacional de la Canción de Viña del Mar - Antorcha de Plata y Gaviota de Plata.
- 2001: XLII Festival Internacional de la Canción de Viña del Mar - Gaviota de Plata.
- 2009: L Festival Internacional de la Canción de Viña del Mar - Antorcha de Plata, Antorcha de Oro y Gaviota de Plata.
- 2012: LIII Festival Internacional de la Canción de Viña del Mar - Antorcha de Plata, Antorcha de Oro, Gaviota de Plata y Gaviota de Oro
- 2015: LVI Festival Internacional de la Canción de Viña del Mar - Gaviota de Plata y Gaviota de Oro